# Cantorchilus modestus
Cantorchilus modestus е вид птица от семейство Troglodytidae.

## Разпространение
Среща се в Белиз, Коста Рика, Ел Салвадор, Гватемала, Хондурас, Мексико и Никарагуа.
Естествените ѝ местообитания са субтропични или тропически сухи гори, субтропични или тропически влажни низинни гори и силно деградиралите бивши гори.